# Metamorfose (biologie)
Metamorfose (afkomstig van het Griekse μεταμόρφωσις metamórphosis) betekent in de zoölogie: gedaanteverwisseling en duidt vaak op de morfologische en fysiologische veranderingen die een organisme ondergaat tijdens zijn ontwikkeling. Veel geleedpotigen (zoals insecten en kreeftachtigen), amfibieën, weekdieren, neteldieren, stekelhuidigen en manteldieren ondergaan een metamorfose, die meestal gepaard gaat met veranderingen in habitat en gedrag.

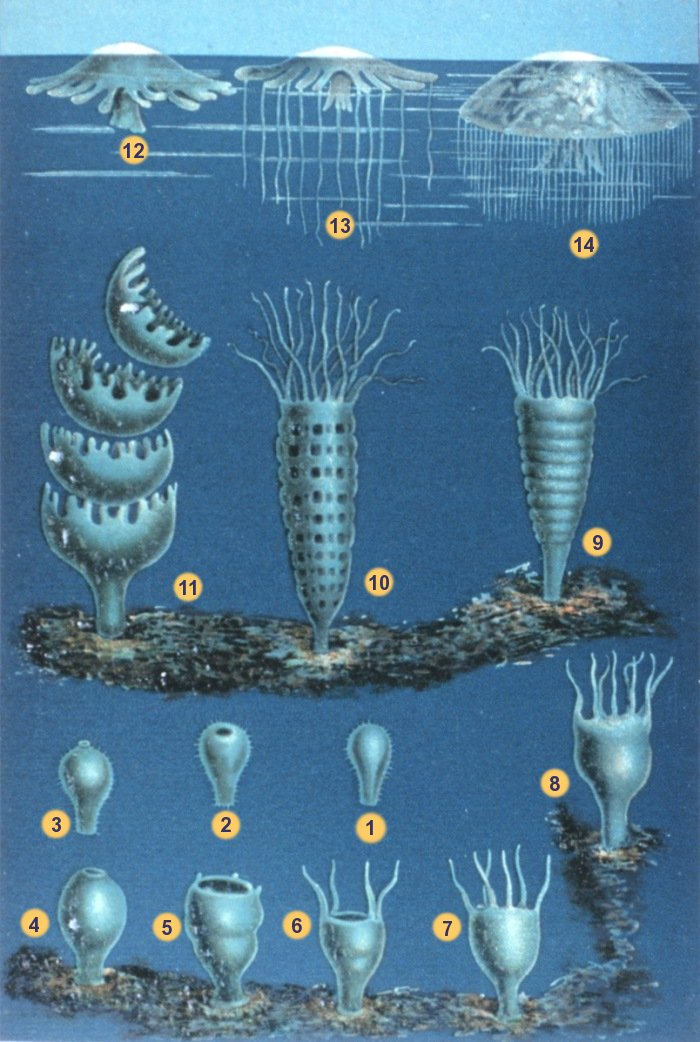
Metamorfose bij Medusozoa (Cnidaria (neteldieren))

## Dieren

### Amfibieën

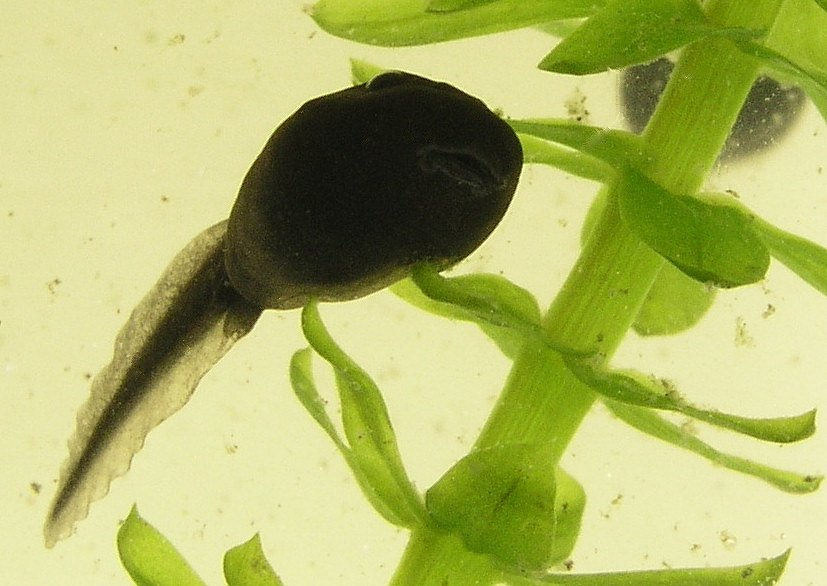
larve van de gewone pad

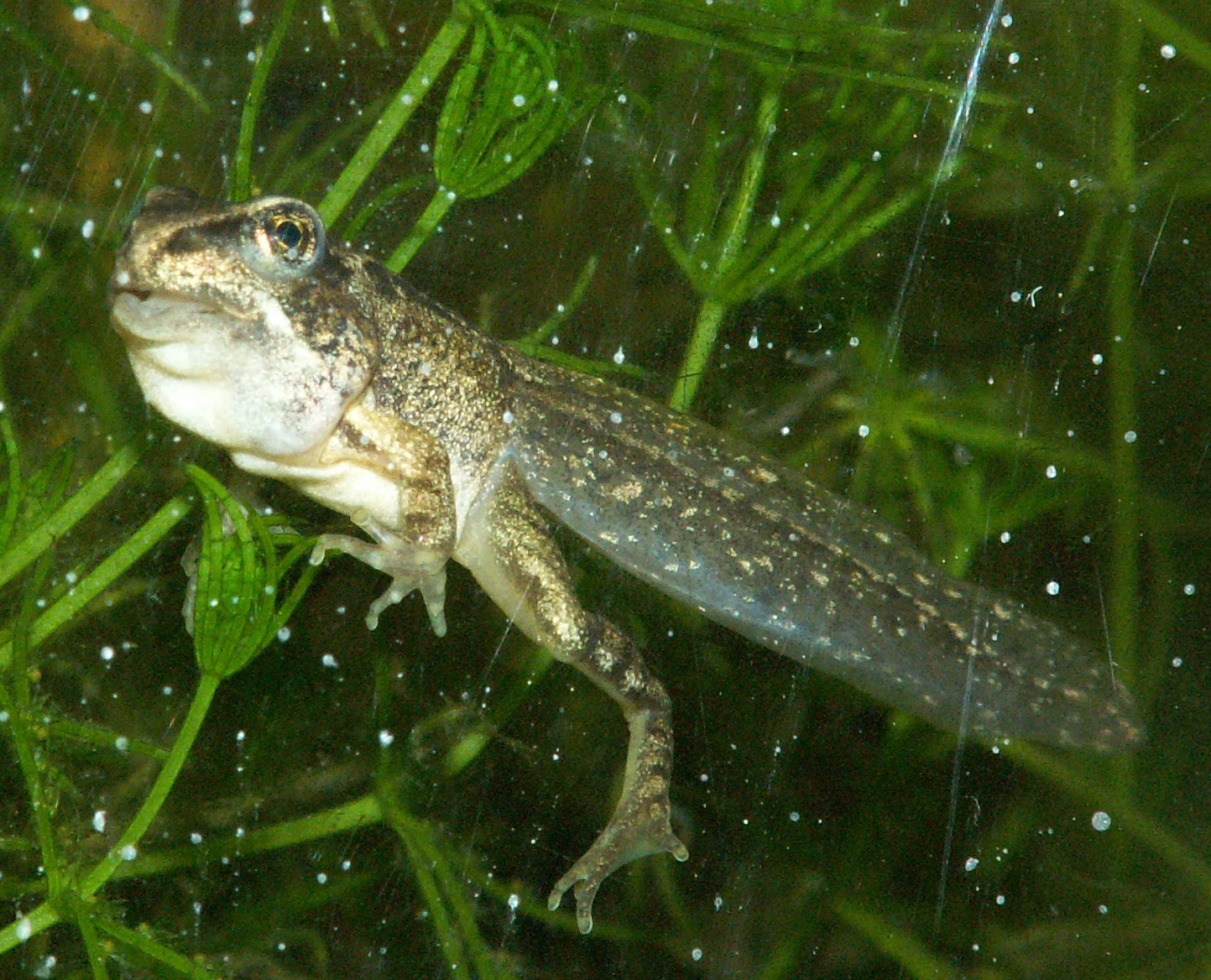
Bijna functionele bruine kikker, poten net uit de nog zichtbare kieuwzak en kaak is nog in ontwikkeling

Zowel kikkers, padden als salamanders, die alle tot de amfibieën behoren, komen uit het ei als een larve met uitwendige kieuwen (kikkervisje).
Bij amfibieën wordt de metamorfose geregeld door de concentratie van thyroxine, dat de metamorfose stimuleert en prolactine dat de metamorfose remt. De specifieke gebeurtenissen hangen af van de gevoeligheid van de weefsels voor deze hormonen. Aangezien de embryonale ontwikkeling vaak voor een groot gedeelte buiten het moederlichaam of het ei plaatsvindt zijn er allerlei aanpassingen aan specifieke ecologische omstandigheden, waardoor de larven ook al gespecialiseerde organen hebben moeten ontwikkelen (rasptandjes, voelsprieten, vinzomen etc.). Na de metamorfose zijn deze aanpassingen niet meer nodig en worden de organen weer geresorbeerd.

#### Kikkers en padden
Bij kikkers en padden worden na enige tijd de uitwendige kieuwen vervangen door inwendige en vormen zich longen. De achterpoten worden ook al snel zichtbaar. De meest ingrijpende en snelle metamorfose vindt echter plaats bij de overgang van het algen-etende stadium naar het carnivore stadium. De grote darm verdwijnt, evenals de slurfvormige bek met de schraaptandjes. De kaak wordt sterk vergroot, de voorpoten die al daarvoor al wel waren ontwikkeld, maar zich in de kieuwholte bevonden, verschijnen en de achterpoten worden functioneel. Ook de ogen groeien in een hoog tempo. Verder wordt ook nog een tong gevormd en dit alles wordt nog gecomplementeerd met aanleg van bijbehorende neuronen en de celdood van overbodig geworden neuronen.
Deze gedaanteverwisseling kan binnen een dag plaatsvinden. Het kan nog enige dagen duren totdat de staart geheel is geresorbeerd. De resorptie van de staart vindt pas plaats bij wat hogere thyroxineconcentraties. Hierdoor is het dier altijd voorzien van een voortbewegingsapparaat.

#### Salamanders
De metamorfose van salamanders is een langzaam ontwikkelingsproces. Longen en poten zijn al snel functioneel, maar de larven blijven vaak nog lang in het water en behouden dan hun uitwendige kieuwen. Sommige soorten als de axolotl ontwikkelen zich niet verder en planten zich voort in hun juveniele gedaante. Dit verschijnsel wordt neotenie genoemd en kan ook bij de in Nederland en België inheemse kleine watersalamander optreden.
Salamandergeslachten met neotenie zijn: Siren, Necturus, Eurycea en Ambystoma. Tijgersalamander (Ambystoma tigrinum) en Ambystoma gracilus metamorfoseren alleen bij hogere temperatuur. Salamanders van de geslachten Siren en Eurycea metamorfoseren niet bij een grote dosis extern aangevoerd schildklierhormoon.
Het hormoon prolactine zorgt ervoor dat salamanders weer in de waterfase komen: de huid wordt weer dun en er worden vinzomen gevormd.

### Geleedpotigen
Geleedpotigen, waaronder de insecten, hebben een exoskelet, wat betekent dat ze moeten vervellen om te kunnen groeien. Bij geleedpotigen die zich na het larve-stadium verpoppen is sprake van een volledige gedaanteverwisseling (vlinders, kevers). Bij een volledige gedaanteverwisseling kunnen verschillende stadia worden onderscheiden.
Geleedpotigen die als larve al op het volwassen dier lijken, maar nog geen vleugels hebben, zoals wantsen en sprinkhanen, hebben een onvolledige gedaanteverwisseling. Bij een onvolledige gedaanteverwisseling kunnen verschillende stadia worden onderscheiden.
Er zijn ook geleedpotigen die er als jong exemplaar net zo uitzien als in het volwassen stadium; die vervellen wel, maar hebben geen gedaanteverwisseling.
| Onvolledige gedaanteverwisseling |
| → eicel → bevruchting → zygote → groei en ontwikkeling → één of meer nimfenstadia → uitsluipen → → ( subimago ) → imago (volwassen insect) → geslachtelijke voortplanting → eicel → |

| Volledige gedaanteverwisseling |
| → eicel → bevruchting → zygote → groei en ontwikkeling → larve → verpopping → popstadium → ontpopping → → imago (volwassen insect) → geslachtelijke voortplanting → eicel → |

## Planten
Bij planten heeft de term 'metamorfose' een evolutionaire betekenis: het betreft de aanpassing (adaptatie) in de bouw en functie van de soort aan de milieuomstandigheden in de loop van de fylogenie. Metamorfose bij planten heeft plaatsgevonden bij de drie basale organen: wortel, stengel en blad. Hieruit zijn verschillende gevormde afgeleide organen ontstaan, die dus homoloog zijn.
Bij de wortel zijn onder andere luchtwortels, hechtwortels, steltwortels en wortelknollen te vinden.
Bij de stengels zijn wortelstokken, uitlopers, takdoorns, fyllocladia en takranken afgeleide vormen.

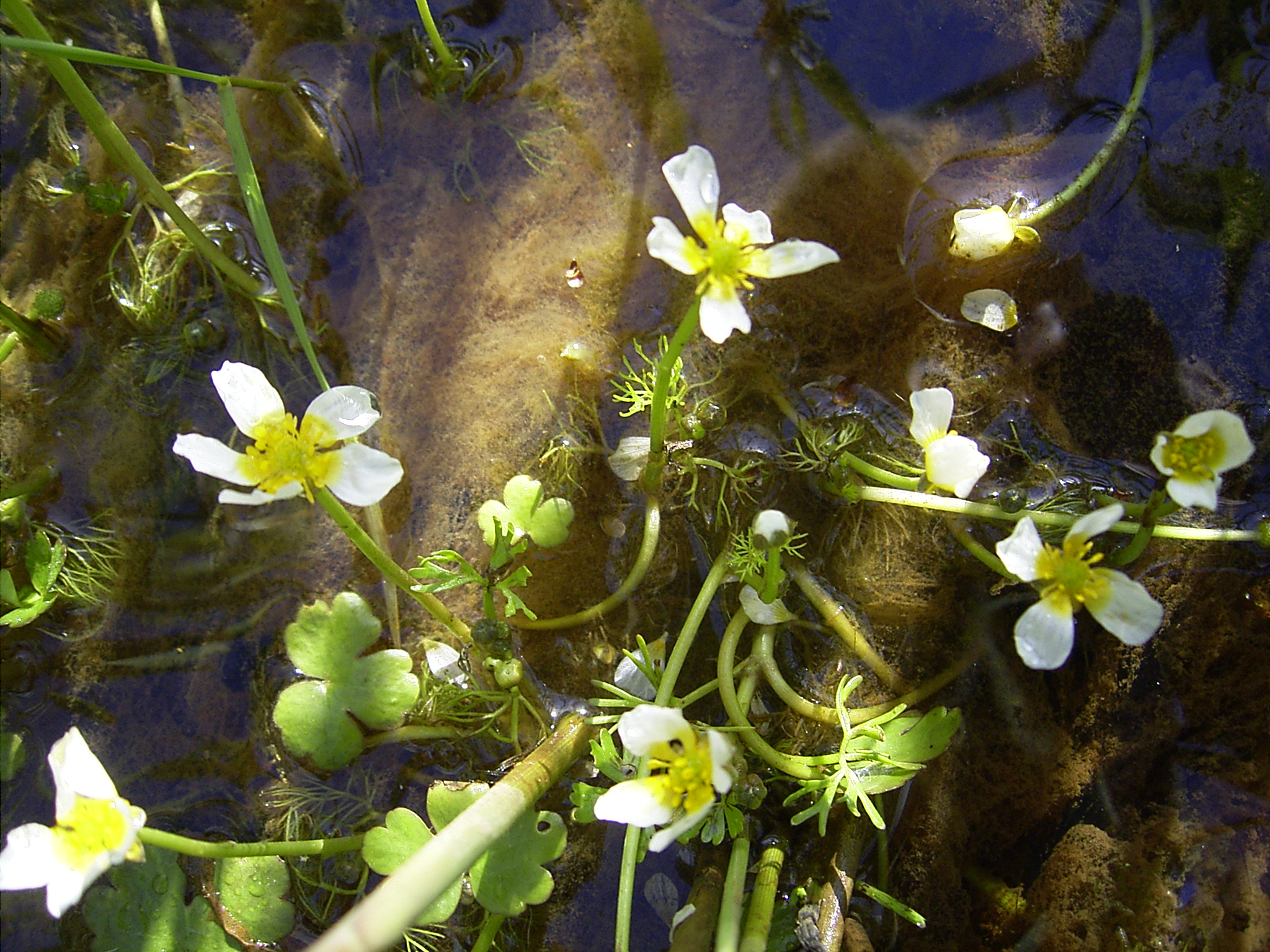
Middelste waterranonkel met twee typen bladeren.

Bij bladeren zijn er zeer veel mogelijke metamorfosen met gewoonlijk een specifieke functie. 
Bijzondere bladvormen komen voor bij bijvoorbeeld bij vleesetende planten de vangbekers, zoals van de geslachten Nepenthes en Sarracenia en de vangblaasjes bij het geslacht blaasjeskruid (Utricularia), of andere vangbladen als de kleefval bij zonnedauw-soorten (Drosera spp.), en de klapval van de venusvliegenvanger (Dionaea muscipula).
Bij waterplanten is soms een duidelijk verschil tussen de onderwaterbladeren en de (eventuele) drijfbladeren. Huidmondjes voor de gaswisseling bevinden zich bij de drijfbladeren op de bovenzijde (bij de meeste niet-waterplanten aan de onderzijde van de bladeren).